# トリハダ（秘）スクープ映像100科ジテン
『トリハダ㊙スクープ映像100科ジテン』（トリハダまるひスクープえいぞうひゃっかジテン）は、テレビ朝日系列にて2010年より単発特番として放送され、2011年4月12日から2014年3月4日まではレギュラー放送されていたバラエティ番組である。レギュラー放送終了後は、再び単発特番として十数回放送された。ここでは、「トリハダ㊙スクープ映像 超カワイイ動物 大集合（以下、超カワイイ動物 大集合）」についても扱う。

## 番組内容
世界各国から取り寄せたトリハダが立つほど「怖い映像」「感動する映像」「驚きの映像」「笑える映像」などあらゆる決定的瞬間をとらえた動画を紹介。ジャンル別に番組独自でランキングを作成し発表している。また、紹介したスゴ技を持つ超人がスタジオに実際に登場したり、番組の後半では再現ドラマを交えたドキュメントが放送される。タイトルやVTR前の紹介画面に番組のマスコットである「トリハダくん」が登場する。
2010年3月より単発のスペシャル番組としての放送を開始。以降改編期を問わずに8回放送され、中でも第3回と第4回は16日、第5回と第6回はわずか10日しか間をおかずに放送されていた。
2011年4月12日より毎週火曜日の19:00よりレギュラー放送を開始、初回は3時間スペシャルとして放送された。本番組で『学べる!!ニュースショー!』以来、1年半ぶりにバラエティ枠が復活することになった。なお、当初2011年3月15日から放送開始で2週連続で3時間スペシャルでの放送予定であったが、東日本大震災関連の報道特別番組の放送のため、3月22日に特別編（全編VTRのみの構成）が放送され、レギュラー初回放送日も変更された。
2012年12月以降は『たけしの健康エンターテインメント!みんなの家庭の医学』、『ロンドンハーツ』の拡大放送で休止することが多く、月に0 - 2回程しか放送されなかった。通常の1時間枠での放送は2013年8月20日が最後となり、以後レギュラー放送最終回まで拡大スペシャルのみの放送を行った。
なお、2011年11月以降、番組内で継続的に取り上げられている日本体育大学の集団行動訓練については、別途派生特番の『集団行動SPECIAL』として放送されることがあった。この更なる派生番組として2013年より、特別企画『全国小学生集団行動発表会』が『サンデープレゼント』枠で放送されていた。
視聴率に関して、特番時代は2桁を推移していたが、レギュラー放送が開始すると、徐々に下がっていった。映像コーナー以外の企画を放送し、2桁に回復することもあったが、番組末期は1桁を推移した。
2014年3月4日の2時間スペシャルをもって、レギュラー放送を終了し、再度単発のスペシャル番組に復すこととなった。同年3月27日にレギュラー番組終了後最初の単発のスペシャル番組を放送。以降、単発特番は十数回放送された。

## 出演者

### 司会
- 石原良純

### 進行
- 堂真理子（第1回、第2回）
- 前田有紀（超カワイイ動物 大集合）
- 加藤真輝子（第3回、第4回、第5回、第6回、レギュラー版）

### ナレーション
第1回
- 杉本るみ
- 根岸朗
- 戸松遥
- 小林清志

- 池田秀一
- ナイツ
- 岸学（どきどきキャンプ）
- 水樹奈々

- ミラクルひかる

第2回
- 杉本るみ
- 根岸朗
- 戸松遥

- 若本規夫
- 日野聡
- 鮎貝健

超カワイイ動物 大集合
- 藤田咲
- 梶裕貴

第3回、第4回
- 杉本るみ
- 根岸朗

- 野田圭一
- 戸松遥

- 梶裕貴

第5回
- 杉本るみ
- 根岸朗

- 戸松遥
- 梶裕貴

第6回
- 真地勇志
- 根岸朗

- 戸松遥
- 梶裕貴

- 蒲田健

特別編
- 根岸朗
- 麻上洋子

- 戸松遥
- 梶裕貴

## 特番の放送日時
※レギュラー放送期間中における、火曜日以外に放送されたものを含む。
| 回     | 放送日                                                             | タイトル                                                                                           |
| ------ | ------------------------------------------------------------------ | -------------------------------------------------------------------------------------------------- |
| 第1回  | 2010年3月25日 木曜日 19:00 - 21:48                                 | トリハダ㊙スクープ映像100科ジテン3時間スペシャル                                                   |
| 第2回  | 2010年6月18日 金曜日 19:00 - 21:48                                 | トリハダ㊙スクープ映像100科ジテン3時間スペシャル                                                   |
| 特別編 | 2010年8月28日 土曜日 19:00 - 20:54                                 | トリハダ㊙スクープ映像 超カワイイ動物 大集合                                                       |
| 第3回  | 2010年9月23日 木曜日 19:00 - 21:48                                 | トリハダ㊙スクープ映像100科ジテン 一挙に見せます3時間SP                                            |
| 第4回  | 2010年10月9日 土曜日 19:00 - 20:51                                 | トリハダ㊙スクープ映像100科ジテン 驚きあり、笑いあり、涙ありの2時間SP                              |
| 第5回  | 2011年1月1日 土曜日 7:55 - 11:55                                   | お正月だよ!初トリハダ 朝から昼までぶっ通しスペシャル                                               |
| 第6回  | 2011年1月11日 火曜日 20:00 - 21:48                                 | トリハダ㊙スクープ映像100科ジテン                                                                  |
| 特別編 | 2011年3月22日 火曜日 19:00 - 21:48                                 | トリハダ㊙スクープ 特別編 世界のスゴイ映像100連発スペシャル                                        |
| 第7回  | 2012年1月1日 日曜日 5:55 - 11:45                                   | 新春!トリハダ&ココイコ スカイツリーから初日の出 お年玉&福袋映像 6時間生放送SP                      |
| 第8回  | 2014年3月27日 木曜日 （第1部）19:00 - 20:37 （第2部）20:40 - 21:54 | トリハダ（秘）スクープ映像100科ジテン3時間SP                                                       |
| 第9回  | 2014年4月9日 水曜日 19:00 - 21:48                                  | トリハダ 天国vs地獄 DNAが晴らした冤罪&ゴーストライター 運命を変えた瞬間!3時間SP                    |
| 第10回 | 2014年4月21日 月曜日 19:00 - 20:54                                 | 信じるか？信じないか？トリハダ！世界の超能力捜査2時間スペシャル！                                  |
| 第11回 | 2014年6月12日 木曜日 19:00 - 21:48                                 | トリハダ！天国vs地獄我が子を守る！悲劇に立ち向かった母3時間スペシャル                              |
| 第12回 | 2014年7月21日 月曜日 19:00 - 21:48                                 | 信じるか？信じないか？トリハダ！世界の超能力捜査 第2弾3時間スペシャル！                            |
| 第13回 | 2014年8月10日 日曜日 20:58 - 23:10                                 | トリハダ特別編 勇気と感動のミステリー!! 我が子を守れSP                                             |
| 第14回 | 2014年9月15日 月曜日 19:00 - 21:48                                 | 信じるか？信じないか？トリハダ！世界の超能力捜査 第3弾3時間スペシャル！                            |
| 第15回 | 2014年10月3日 金曜日 19:00 - 21:48                                 | トリハダ！秋の衝撃スクープ3時間スペシャル！                                                        |
| 第16回 | 2014年11月26日 水曜日 19:00 - 21:48                                | トリハダ！『奇跡の生還』3時間スペシャル！                                                          |
| 第17回 | 2015年1月5日 月曜日 19:00 - 21:48                                  | 信じるか？信じないか？トリハダ！世界の超能力捜査 第4弾3時間スペシャル！                            |
| 第18回 | 2015年1月19日 月曜日 19:00 - 21:48                                 | トリハダ！『奇跡の生還』3時間スペシャル！                                                          |
| 第19回 | 2015年2月16日 月曜日 19:00 - 21:48                                 | トリハダ！「世界を動かした日本人」3時間スペシャル！                                                |
| 第20回 | 2015年3月16日 月曜日 19:00 - 21:48                                 | トリハダ！航空＆船舶パニック＆日本の事件3時間スペシャル！                                          |
| 第21回 | 2015年7月9日 木曜日 19:00 - 20:54                                  | トリハダ！真夏の海の危険生物＆ミステリー2時間スペシャル！                                          |
| 第22回 | 2015年8月13日 木曜日 19:00 - 21:48                                 | トリハダ！九死に一生＆奇跡の生還3時間スペシャル！                                                  |
| 第23回 | 2015年9月24日 木曜日 19:00 - 21:48                                 | トリハダ！天国VS地獄！家族を襲った悲劇 奇跡の生還3時間スペシャル！                                 |
| 第24回 | 2015年12月20日 日曜日 20:45 - 23:10                                | トリハダ!2時間スペシャル!天国VS地獄!奇跡の生還&極悪女                                              |
| 第25回 | 2015年12月24日 木曜日 19:00 - 23:05                                | トリハダ!天国VS地獄!冬の奇跡4時間スペシャル                                                        |
| 第26回 | 2016年1月6日 水曜日 19:00 - 21:48                                  | 信じる?信じない?トリハダ!世界の超能力捜査3時間スペシャル                                           |
| 第27回 | 2016年3月2日 水曜日 19:00 - 20:54                                  | トリハダ!天国VS地獄!奇跡の生還2時間スペシャル!                                                     |
| 第28回 | 2016年3月24日 木曜日 19:00 - 21:48                                 | トリハダ!スゴイ映像大連発3時間スペシャル                                                           |
| 第29回 | 2016年4月3日 日曜日 18:57 - 23:10                                  | トリハダ4時間スペシャル! 世界中から集めた「カワイイ!」「まさか!」「危機一髪!」スゴイ映像大連発!    |
| 第30回 | 2016年8月28日 日曜日 18:57 - 23:10                                 | 「感動!」「恐怖!」「衝撃!」 トリハダが立つほどのスゴイ映像大連発！ 日本の衝撃事件4時間スペシャル！ |
| 第31回 | 2016年9月21日 水曜日 19:00 - 21:48                                 | 感動!恐怖!衝撃! トリハダが立つほどのスゴイ映像大連発! 日本の衝撃事件3時間スペシャル!               |
| 第32回 | 2017年1月5日 木曜日 19:00 - 21:48                                  | 世界騒然の衝撃事件 実録映像でトコトン見せます! 新春3時間スペシャル!                                |
| 第33回 | 2017年3月27日 月曜日 19:00 - 21:48                                 | 地獄の沙汰も金次第! 衝撃の実録映像3時間スペシャル!                                                 |

## スタッフ

### レギュラー版
- ナレーター：杉本るみ、根岸朗、戸松遥
- 構成：鵜沢茂郎、古井知克、外山信行、八代丈寛
- 監修：清原伸彦
- TM：大島秀一（テレビ朝日）
- TD：渡邊良平
- カメラ：西村佳晃
- VE：青木和敬
- 音声：吉村歩
- 照明：小倉康裕
- クレーン：田近郎史
- 美術デザイン：小谷知輝（テレビ朝日）
- 小道具：宮本恵美子
- 美術進行：遠藤ゆか、古閑洋司
- 大道具：荒川康之
- 植木：西村正範
- 装飾：高橋美子
- メイク：小野やよい
- モニター：安藤洋一
- 装置：黒野堅太郎
- 編集：鈴木裕司
- MA：小田嶋広貴
- 音効：田中寿一・上野大（J-WORKS）
- CG：横井勝（テレビ朝日）、南治樹
- 編成：二階堂義明・吉川徹（テレビ朝日）
- 宣伝：谷俊之（テレビ朝日）
- デジタルコンテンツ：長谷川主水（テレビ朝日）
- 協力：コラボレーション
- 美術協力：テレビ朝日クリエイト
- 技術協力：テイクシステムズ、テレテック、麻布プラザ
- TK：高橋由佳
- デスク：佐藤まゆみ（テレビ朝日）
- 海外リサーチ：後藤美穂、西山今日子、石井千鶴、西岡剛
- AD：秋山真彦
- AP：湯田坂由美
- ディレクター：川口達也・小泉美華（ドラゴンエンタテインメント）、須田基之、日向健（BEGIN）、亀山剛志、廣田健介、富永祐一（創輝）、池田治、高橋政光、尾越功、牛山淳志、野満一郎太
- 演出：藤本創（NON PRO）、川本賢一郎（創輝）、今井勘太（ゼロクリエイト）
- プロデューサー：濱崎賢一（テレビ朝日、以前はディレクター）、纐纈勇人（ドラゴンエンタテインメント）、堀田浩司（ゼロクリエイト）、浦田祐一郎（創輝）
- ゼネラルプロデューサー：山下浩司（テレビ朝日）
- 制作協力：ドラゴンエンタテインメント、零CREATE、創輝
- 制作著作：テレビ朝日

#### 過去のスタッフ
- ナレーター：梶裕貴
- 構成：中倉けんじ、渡邉賢史
- TD：錦戸浩司（テレビ朝日）
- カメラ：古橋稔、時田将光
- VE：高田智子（テレビ朝日）、大沢宏之、齋藤弘幸、東那美、高橋秀文
- 照明：渡辺英明、伊藤直哉
- クレーン：持谷尚克、深谷勝成、宮田浩、斉藤紘志、平井志穂
- 美術：池上隆（テレビ朝日）
- 美術進行：市丸和範
- 大道具：菊地誠、森永伸一
- 装飾：前西原亜戸、大津聖子
- 特効：吉川剛史
- メイク：段久美子
- 編集：橋本竜也
- 海外リサーチ：伊藤みやび、村川里美、井上集、廣田真寿美、徳永佳奈子、藤居千尋
- 編成：高橋正輝・林雄一郎・尾崎雅彦・松瀬俊一郎・荒井祥之・池田佐和子・森大貴・山本文隆・柳井寛史（テレビ朝日）
- デジタルコンテンツ：寺島理紗・臼井正和（いずれもテレビ朝日）
- AD：八隅秀哲
- AP：中田智也（テレビ朝日）
- ディレクター：大岩タカユキ（BIGFACE）、石井辰之介、小口基輝（零CREATE）、山内尚文（BIGFACE）、新田良太（テレビ朝日）
- 総合演出：松本能幸（テレビ朝日、以前は演出・プロデューサー）

### 不定期スペシャル版
2017年3月27日放送時
- ナレーター：杉本るみ、野田圭一、根岸朗
- 吹き替え：本田貴子
- 構成：鵜沢茂郎、夢之箱、羽柴拓、牧田英士
- TM：福元昭彦（テレビ朝日）
- TD：古橋稔
- カメラ：栗林克夫
- VE：山田由香
- 音声：加藤翠
- 照明：小倉康裕
- 美術デザイン：小谷知輝
- 美術進行：亀井直子
- 大道具：荒川康之
- 電飾：黒野堅太郎、千田徹哉
- 装飾：武村沙織
- モニター：下園拓也
- メイク：川口カツラ店
- 編集：辻泰治
- MA：小田島広貴
- 音効：田中寿一、上野大
- CG：横井勝（テレビ朝日）、南治樹
- 編成：大松宏樹・小野晋太郎（いずれもテレビ朝日）
- 宣伝：石田みう（テレビ朝日）
- デスク：佐藤まゆみ（テレビ朝日）
- TK：高橋由佳
- 美術協力：テレビ朝日クリエイト
- 技術協力：テイクシステムズ、テレテック、麻布プラザ
- リサーチ：平井裕子、白崎久紀、西山今日子、濱山智絵
- AD：作道智子（ドラゴンエンタテインメント）、久保田凌、豊田達也、天利彰伸、中川浩輔、星原弘章、酒井僚、古賀力丸
- AP：宮崎浩子、佐藤弘興、秋山友梨亜
- ディレクター：川口達也（ドラゴンエンタテインメント）、渡辺恭三、須田基之、亀山剛志、東信幸（ゼロクリエイト）
- 演出：藤本創（演陣）
- プロデューサー：引地夏規・甲斐康道（いずれもテレビ朝日）、纐纈勇人・平出さとし（いずれもドラゴンエンタテインメント）、石川修（ゼロクリエイト）
- ゼネラルプロデューサー：山下浩司（テレビ朝日）
- 制作協力：ドラゴンエンタテインメント、零CREATE
- 制作著作：テレビ朝日

### パイロット版
第4回
- 構成：鵜沢茂郎、八代丈寛、中倉けんじ、渡邉賢史
- リサーチ：コラボレーション、フォーミュレーション（第1,2,4回）
- TD：錦戸浩司（テレビ朝日）
- カメラ：雨森貴之
- VE：大沢宏之
- 音声：志村剛
- 照明：伊藤直哉
- PA：石渡洋志
- クレーン：川上智
- 美術：池上隆（テレビ朝日）
- デザイン：小谷知輝（テレビ朝日）
- 美術進行：市丸和範
- 大道具：菊地誠
- 小道具：宮本恵美子
- 装置：黒野堅太郎
- 装飾：前西原亜戸
- モニター：安藤洋一
- メイク：小川和美、小野やよい
- TK：高橋由佳
- CG：横井勝（テレビ朝日）、南治樹
- 音効：田中寿一
- 編集：細川孝幸
- MA：小田嶋広貴
- 編成：高橋正輝・尾崎雅彦（テレビ朝日）
- 宣伝：西尾浩太郎（テレビ朝日）
- デジタルコンテンツ：寺島理紗（テレビ朝日）
- デスク：佐藤まゆみ（テレビ朝日）
- アシスタントディレクター：八隅秀哲、澤田尚樹
- アシスタントプロデューサー：中田智也（テレビ朝日）、湯田坂由美、三田村奈緒子
- ディレクター：川口達也・小泉美華（ドラゴンエンタテインメント）、日向健、須田基之、小澤博之、植木光雄／川本賢一郎
- 演出：藤本創（non PRO.）、今井勘太（零CREATE、第1回はD）
- プロデューサー：松本能幸（テレビ朝日）、纐纈勇人（ドラゴンエンタテインメント）、堀田浩司
- ゼネラルプロデューサー：山下浩司（テレビ朝日）
- 技術協力：テイクシステムズ、テレテック、J-WORKS、麻布プラザ
- 美術協力：テレビ朝日クリエイト
- 制作協力：ドラゴンエンタテインメント、零CREATE
- 制作著作：テレビ朝日

#### 過去のスタッフ
- プロデューサー：谷村幸治（テレビ朝日）
- ディレクター：山口貴由（non PRO.）、雁部貴幸、近藤創（スナッチ）、山本カンスケ、帆足誠仁（零CREATE）、杉山聡、若狭真美／双津大地郎
- アシスタントディレクター：峰島あゆみ（テレビ朝日）、板倉雄一、井上未来、関根仁美、加藤信、福崎葵委、児玉萌、佐藤静香、木房知弓
- リサーチ：後藤美穂（コラボレーション）、タンク、テレビジョンフィールド、ブレイド、オレンジクリエーション
- 編成：金澤美保・松野良紀・遠藤華子（テレビ朝日）
- カメラ：西村佳晃（第1,2回）、外川真一（第3回）
- VE：永洞栄子（テレビ朝日）
- 音声：長谷川新（第1,2回）、根本敬介（第3回）
- 照明：渡辺英明（第1,2回）
- クレーン：深谷勝成（第1〜3回）
- 美術：村竹良二（テレビ朝日）
- 美術進行：三木晴加
- 大道具：鈴木敦
- パイプ：中尾信行
- 特効：吉川剛史
- メイク：甲斐女衣花、段久美子、杉尾智子、水上牧子
- 編集：青沼毅、渡邊正宏
- MA：玉田良太、船木優
- 技術協力：e-naスタジオ、tsp（第1,3回）

## ネット局
- 全編ローカルセールス枠であったため、自社制作番組を当時間帯に放送する場合、遅れネットとなる場合があった[注 5]。

| 放送対象地域   | 放送局                       | 系列           | 放送日時           | ネット状況 | 「トリハダくん」ネット局 |
| -------------- | ---------------------------- | -------------- | ------------------ | ---------- | ------------------------ |
| 関東広域圏     | テレビ朝日（EX）             | テレビ朝日系列 | 火曜 19:00 - 19:54 | 制作局     | ○                        |
| 北海道         | 北海道テレビ（HTB）          | テレビ朝日系列 | 火曜 19:00 - 19:54 | 同時ネット | ○                        |
| 青森県         | 青森朝日放送（ABA）          | テレビ朝日系列 | 火曜 19:00 - 19:54 | 同時ネット | ×                        |
| 岩手県         | 岩手朝日テレビ（IAT）        | テレビ朝日系列 | 火曜 19:00 - 19:54 | 同時ネット | ○                        |
| 宮城県         | 東日本放送（KHB）            | テレビ朝日系列 | 火曜 19:00 - 19:54 | 同時ネット | ×                        |
| 秋田県         | 秋田朝日放送（AAB）          | テレビ朝日系列 | 火曜 19:00 - 19:54 | 同時ネット | ×                        |
| 山形県         | 山形テレビ（YTS）            | テレビ朝日系列 | 火曜 19:00 - 19:54 | 同時ネット | ○                        |
| 福島県         | 福島放送（KFB）              | テレビ朝日系列 | 火曜 19:00 - 19:54 | 同時ネット | ×                        |
| 新潟県         | 新潟テレビ21（UX）           | テレビ朝日系列 | 火曜 19:00 - 19:54 | 同時ネット | ×                        |
| 長野県         | 長野朝日放送（abn）          | テレビ朝日系列 | 火曜 19:00 - 19:54 | 同時ネット | ×                        |
| 静岡県         | 静岡朝日テレビ（SATV）       | テレビ朝日系列 | 火曜 19:00 - 19:54 | 同時ネット | ×                        |
| 石川県         | 北陸朝日放送（HAB）          | テレビ朝日系列 | 火曜 19:00 - 19:54 | 同時ネット | ×                        |
| 中京広域圏     | 名古屋テレビ（メ～テレ/NBN） | テレビ朝日系列 | 火曜 19:00 - 19:54 | 同時ネット | ×                        |
| 近畿広域圏     | 朝日放送（ABC）              | テレビ朝日系列 | 火曜 19:00 - 19:54 | 同時ネット | ×                        |
| 広島県         | 広島ホームテレビ（HOME）     | テレビ朝日系列 | 火曜 19:00 - 19:54 | 同時ネット | ×                        |
| 山口県         | 山口朝日放送（yab）          | テレビ朝日系列 | 火曜 19:00 - 19:54 | 同時ネット | ×                        |
| 香川県・岡山県 | 瀬戸内海放送（KSB）          | テレビ朝日系列 | 火曜 19:00 - 19:54 | 同時ネット | ×                        |
| 愛媛県         | 愛媛朝日テレビ（eat）        | テレビ朝日系列 | 火曜 19:00 - 19:54 | 同時ネット | ×                        |
| 福岡県         | 九州朝日放送（KBC）          | テレビ朝日系列 | 火曜 19:00 - 19:54 | 同時ネット | ○                        |
| 長崎県         | 長崎文化放送（ncc）          | テレビ朝日系列 | 火曜 19:00 - 19:54 | 同時ネット | ○                        |
| 熊本県         | 熊本朝日放送（KAB）          | テレビ朝日系列 | 火曜 19:00 - 19:54 | 同時ネット | ×                        |
| 大分県         | 大分朝日放送（OAB）          | テレビ朝日系列 | 火曜 19:00 - 19:54 | 同時ネット | ○                        |
| 鹿児島県       | 鹿児島放送（KKB）            | テレビ朝日系列 | 火曜 19:00 - 19:54 | 同時ネット | ×                        |
| 沖縄県         | 琉球朝日放送（QAB）          | テレビ朝日系列 | 火曜 19:00 - 19:54 | 同時ネット | ×                        |

| 1. 2. 3. 4. |

- そのほか、山陰放送（BSS・TBS系列）でも不定期で放送されていた。

- 週レギュラー開始後、19:54 - 20:00には、関東ほか一部地域のみ、その回の放送した中から何本かを取り上げるミニ番組「トリハダくん」を放送。前述したように、2時間もしくは3時間のスペシャルを放送する頻度が高くなった結果、2013年7月30日の放送が最後となった。